# Volkswagen Cup Damen Grand Prix 1992
Volkswagen Cup 1992 Damen Grand Prix — жіночий тенісний турнір, що проходив на закритих кортах з килимовим покриттям Fairhall 6 & 7 in Лейпцигу (Німеччина). Належав до турнірів 3-ї категорії в рамках Туру WTA 1992. Відбувсь утретє і тривав з 27 вересня до 4 жовтня 1992 року. Перша сіяна Штеффі Граф здобула титул в одиночному розряді, свій третій підряд на цьому турнірі, й отримала 45 тис. доларів США, а також 240 рейтингових очок.

## Фінальна частина

### Одиночний розряд
Штеффі Граф —  Яна Новотна 6–3, 1–6, 6–4
- Для Граф це був 5-й титул в одиночному розряді за сезон і 66-й — за кар'єру.

### Парний розряд
Яна Новотна /  Лариса Нейланд —  Патті Фендік /  Андреа Стрнадова 7–5, 7–6(7–4)
- Для Новотної це був 5-й титул в парному розряді за сезон і 37-й — за кар'єру. Для Нейланд це був 7-й титул в парному розряді за сезон і 36-й — за кар'єру.